# サウスイースト・ミズーリ州立大学
サウスイースト・ミズーリ州立大学（英語 Southeast Missouri State University）はアメリカ合衆国ミズーリ州ケープジラードにある総合州立大学である。
最新の総学生数は11,978人。伝統の教育学部は全米で高い評価を得ており、近年では特にビジネス学部もAssociation to Advance Collegiate Schools of Business (AACSB)よって世界のビジネス学部トップ10%にも認定されている。2007年にはミズーリ市内に芸術学部の新校舎が完成。芸術・デザイン・メディア・音楽・演劇分野にも力を入れている。その他も非常に幅広く、ビジネス、コンピューターテクノロジー、教育、工学、物理学など150以上の学士課程および40の修士課程を提供する4年制総合大学である。

## 概要
学部課程には10,693人、修士課程には1,285人在籍しており、ミズーリ州の大学においては最大規模を誇る。
ビジネススクール(The Donald L. Harrison College of Business)が本大学の最大の学部であり、世界中から来た学生が学んでいる。専攻内容は豊富であり、ファイナンス、経済、会計、経営学、マーケティング、マネジメント、インターナショナルビジネスなど幅広く学ぶことができる。ビジネススクールは、AACSB認定されている。
MBAプログラムはPrinceton Reviewにて”The Best 294 Business Schools”として認定されている。最新のThe 2017 U.S. News & World Report’s Best Colleges rankingsによると本大学は”the best regional universities in the Midwest”としての評価を得ている。
また、本大学は教育(College of Education)、科学 (College of Science)、一般教養 (College of Liberal Arts)の領域にも強い。200以上の専攻分野があり、学べる領域はかなり広いと言える。アメリカの中西部では学生や社会人から認知度が高い。留学生も多数在籍しており、国際性に富んだ大学と言える。留学生及び多文化人口を含めた割合は大学全体で21%を占める。欧州、アフリカ、アジア、中東、南米からの留学生が日々学んでいる。
毎年、キャンパスリクルート(The Career Expo) としてシティーグループ、セントルイス連邦準備銀行、ウェールズファーゴ、US Bank、Northwestern Mutual、Enterprise Rent-A-Carなどの著名企業の採用担当者が優秀な学生を積極的に採用活動を行っている。学費と生活費は比較的低く、中西部だけでなく全米から受験生を集めている。アメリカへの留学はコストが大変かかるが、本大学はコストパフォーマンスが高い。大都会などに留学すると、日本人も多い。
大学の代名詞であるアカデミックホールでは頻繁に各界の著名人を招いて、講演会を行うことが多い。
大学にはInternational Student Association, 別名ISAがあり、留学生はそれを通じて各国の文化を紹介するイベントを定期的に企画、開催している。大学全体では150個ものサークル活動がある。

## 歴史
1873年に南東ミズーリ州立師範学校として設立。
1881年にミズーリ州立第三師範学校、1919年に南東ミズーリ州立教育カレッジ、1946年に南東ミズーリ州立カレッジ、1973年からは現校名になる。
1950年代には1,600名の学生数であった。1970年代には7,000名程に増え、現在は10,000名を越えている。

## 専攻分野
会計学、システム管理マネージメント学、経営学、経済学、起業・小規模経営学、財務学、インターナショナルビジネス学、物理管理学、情報システム経営学、マーケティング学、組織管理学、幼児教育学、初等教育学、特殊教育学、中等教育学、宇宙空間学、コミュニケーション障害学、犯罪心理学、犯罪学、健康管理学、人間環境学、看護学、体育学、レクリエーション学、社会福祉学、人類学、英語学、一般教養学、国際学、マスコミュニケーション学、倫理学、政治学、心理学、宗教学、演劇学、女性学、生物学、機械物理学、環境科学、地球科学、数学、環境土壌学、物理学、農学、建築学、電子工学、グラフィックコミュニケーション工学、産業工学、土壌学など他多数。

## キャンパス

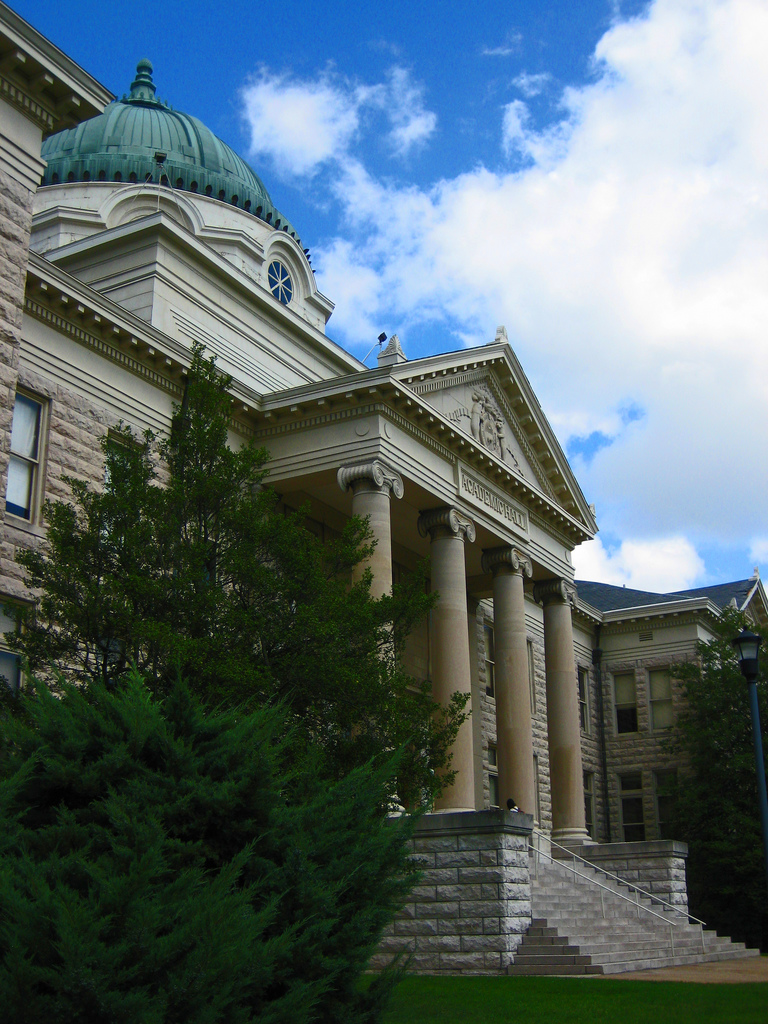
アカデミックホール

ケープジラード市内の東部、ミシシッピ川近くにキャンパスがある。アカデミックホールは現存する最も古い建物であり、1905年頃に建てられた。現在は大学の管理センターとして使用されている。1987年に建てられたショーミーセンターは大学と市が共同で保有し、大学スポーツチームの試合をはじめ、多くのイベントが行われている。

## 大学寮
キャンパス内には以下の寮がある。
- Cheney
- Dearmont
- Henderson Hall
- Myers
- Vandiver Hall
- Towers East
- Towers North
- Towers South
- Towers West
- Greek Housing

## スポーツ
NCAAの1部に所属する。1991年に2部より昇格した。所属カンファレンスはオハイオ・ヴァレー・カンファレンス。同カンファレンスにはミズーリ、イリノイ、ケンタッキー、テネシー、アラバマの中規模州立大学が所属している。
チーム名は2005年1月までは、男子がインディアンズ、女子がオターキアンズであったが、以後はレッドホークスに改められた。

## 主な卒業生
- ケン・イーマン - NFL選手
- ジェームズ・T・コンウェイ - 第34代アメリカ海兵隊総司令官
- リンダ・ゴッドウィン - NASAの宇宙飛行士
- セドリック・ジ・エンターテイナー - 俳優、コメディアン
- ユージン・アマーノ - NFL選手